# Rhopalus maculatus
Rhopalus maculatus, auch Feuchtwiesen-Glasflügelwanze genannt, ist eine Wanze aus der Familie der Glasflügelwanzen (Rhopalidae).

## Merkmale
Rhopalus maculatus ist wie alle Arten der Tribus Rhopalini mittelgroß und länglich und wie die meisten Arten der Tribus stark behaart. Die Tiere erreichen eine Körperlänge von 7,5 bis 8,2 mm. Das Pronotum zeigt keine helle Mittellinie.
Der Körper ist rotbraun, häufig fast rot. Der Hinterleib (Abdomen) ist rötlich gelb bis rotbraun und weist am Rand einen breiten, schwarzen gezackten Streifen auf. Das Connexivum zeigt runde schwarze Flecken auf jedem Segment.

## Verbreitung und Lebensraum
Das Verbreitungsgebiet reicht von Europa bis Sibirien, Rhopalus maculatus fehlt in Europa nur im Norden der Britischen Inseln und Skandinaviens. Die Art ist in Deutschland und Österreich verbreitet und lokal gelegentlich häufig.
Rhopalus maculatus besiedelt feuchte Lebensräume wie Niedermoore, Feuchtwiesen, nasse Hochstaudenfluren, Gewässerufer und ähnliche Habitate.

## Lebensweise
Rhopalus maculatus ist wie alle Glasflügelwanzen phytophag und saugt vorwiegend an den Früchten ihrer Wirtspflanzen. Sie wurde an Sumpf-Kratzdistel (Cirsium palustre), Sumpfporst (Ledum palustre), Weidenröschen (Epilobium spp.) und Blutweiderichen (Lythrum spp.) angetroffen. Wichtigste Nahrungspflanze ist in Mitteleuropa aber das Sumpf-Blutauge (Potentilla palustris), an dieser Pflanze wurden auch Nymphen nachgewiesen.
Die Art überwintert als Imago und kann nach der Winterruhe ab Mai beobachtet werden. Paarungen und Eiablagen wurden im Mai und Juni beobachtet. In Mitteleuropa wird offenbar nur eine Generation ausgebildet, frisch geschlüpfte Imagines sind von August bis September zu beobachten. Die Wanzen überwintern in trockeneren Habitaten in Grashorsten unter Pflanzenrosetten oder in Moospolstern.